# Louis Belanger

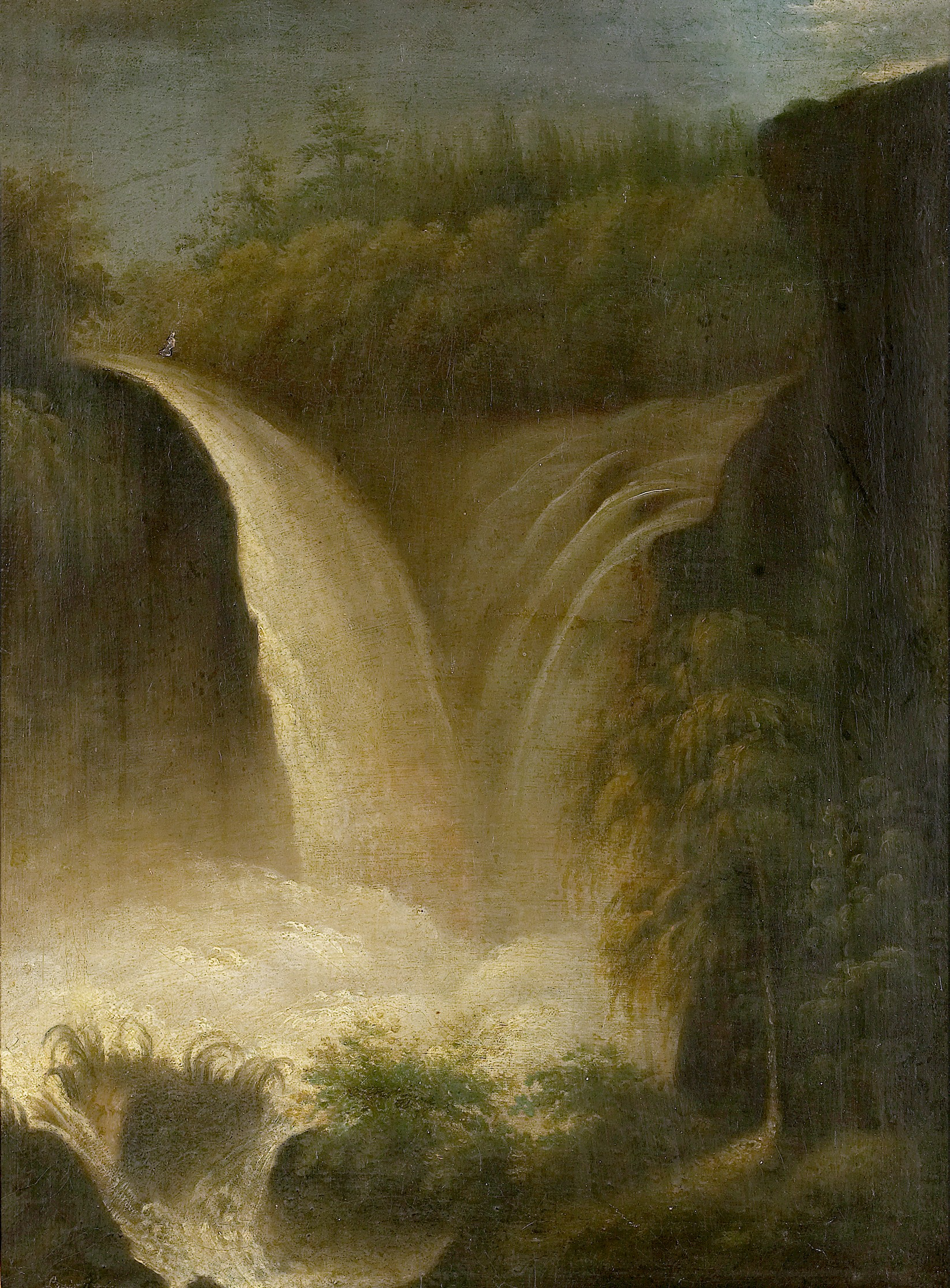
Vattenfall av Louis Belanger

 Louis Belanger, född 25 augusti 1756 i Paris, död 16 mars 1816 i Stockholm, var en fransk-svensk landskapsmålare.

## Biografi
Belanger utbildades till vedutamålare av Louis-Gabriel Moreau men fick även en viss  undervisning av Francesco Casanova. När han ansåg sig klar med studierna för en konstnär gav han sig iväg på målarresor till Sydfrankrike, Schweiz och Italien.  Efter en kortare tids vistelse i Paris reste han vidare till London där han ställde ut på Royal Academy 1790, som följdes av en utställning i samma lokal 1797. Eftersom han inte lyckades få någon större framgång med sin konst i England reste han 1798 vidare via Ryssland och Finland till Sverige. I Stockholm mottogs hans konst med varmare sympatier och han fick en mängd uppdrag och beställningar på målningar från överklassen i Stockholm. Han blev Kunglig maj:ts förste hovmålare och valdes in som ledamot av Konstakademin 1799. Han kom att kvarstanna i Sverige för resten av sitt liv och begravdes på Klara kyrkogård 1816.
Belangers namn sammankopplas inom den svenska konsthistorien genom det planerade bokverket Voyage pittoresque de la Suède, som i trefärgad akvatinta skulle återge topografiska motiv med slott, herrgårdar, städer och motiv som särskilt fängslade konstnären från de olika landskapen han besökte. Boken skulle bli en form av en reseberättelse. Endast 19 av Belangers tavlor kom dock att bli graverade. Han arbetade även med projektet Voyage pittoresque som var en reseskildring han påbörjat i Finland på uppmaning av greve Saint-Morys som själv arbetade med sitt bokverk Voyage pittoresque de la Scandinavie. Ett kontrakt om utgivandet av Voyage pittoresque upprättades i september 1798, där Belanger skulle erhålla 30 pund sterling för hvarje plåt, så för kopparen och pappret och allt annat. Som gravör för det planerade stora verket inkallade man Louis-Joseph-Anger Cordier de Bonneville. Det var Cordier som skulle utföra de trefärgade akvatinttrycken dessutom skulle det framställas handkolorerade planscher utförda av akademielever under överinseende av kamreren vid Konglig Museum, David Göbel. Men det visade sig att vare sig Belanger eller Cordier var särskilt arbetsvilliga konstnärer och hela projektet lades ner 1799 efter en invecklad rättsprocess där det framkom att det fanns 11 färdiga plåtar, 200 kolorerade och 2421 okolorerade planscher.
Av det bevarade materialet är de vyer han skildrar från Trollhättan de bästa där har Belanger lyckats fånga det nordiska landskapet medan stadsvyerna från Tavastehus och Åbo är utförda i en 1700-tals mässig schablonstil. I motiven från Persbergs gruvor som han utförde 1798 har han fångat det dagliga arbetet och det sparsamt insilande ljuset i gruvornas dagöppningar. Samma år besökte han Billingsfors bruk där han avbildade det pittoreska landskapet med vattenhjul, forsar och vattenfall. Efter att Gustaf Abraham Silverstolpe granskat bilderna sa han att Belanger är oöverträffad i konsten att måla vatten, forsar och vattenfall.
Belanger har kritiserats för att framställa petrifierade dekorationsbilder, med effektfulla inslag, men utan att få fram en levande sammanhållen karaktär. Till hans klassiska målningar räknas en målning av Stockholm sedd från Djurgårdslandet som han målade 1812 samt avbildningarna av svenska folkdräkter och målningen av Trollhättefallen. Han målade landskap både i olja,  gouache eller akvarell, utöver de svenska motiven utförde han en del med landskapsskildringar med motiv från Frankrike, England samt Italienska vedutor. Hans bilder hade ofta en dragning åt det dramatiska hållet med klipplandskap och vattenfall men är ofta torra konstruktioner, utförda efter en främmande grammatik. Vid sidan av sin konstnärliga verksamhet verkade han som privatlärare i landskapsmålning där Carl Johan Fahlcrantz tillhörde skaran av hans elever. En svit med Belangers akvareller som skildrade det badensiska furstebesöket i Sverige 1801-1802 förvaras vid Neues Schloss i Baden-baden, dessa akvareller har ett stort Stockholmstopografiskt och kulturhistoriskt intresse.  
Belangers oljemålningar, akvareller och grafiska blad finns bland annat på Göteborgs konstmuseum, Nationalmuseum, Norrköpings Konstmuseum, Lunds universitets historiska museum, Stockholms stadsmuseum, Vänersborgs museum, Länsmuseet Gävleborg, Skansen, Värmlands museum, Sjöhistoriska museet, Helsingborgs museum och Kulturen i Lund.

### Allmänna källor
- Svensk uppslagsbok, Malmö 1939
- Svenskt konstnärslexikon del I, sid 325-326 Allhems förlag, Malmö. Libris 8390293.
- Elias Martin och Louis Belanger : nyförvärv till Stockholms stadsmuseum / Olof Byström
- Lexikonett Amanda och Kultur1